# Auf der Heide (Espenau)
Auf der Heide ist eine Siedlung, aber kein offizieller Ortsteil, der Gemeinde Espenau im Landkreis Kassel in Hessen.

## Geografische Lage
Auf der Heide, zwischen dem Habichtswälder Bergland im Westen und dem Reinhardswald im Nordosten befindlich, liegt zwischen dem Espenauer Gemeindeteil Hohenkirchen im Westsüdwesten, der Kernstadt von Immenhausen im Nordnordwesten, dessen Stadtteil Holzhausen im Nordosten und dem Fuldataler Gemeindeteil Rothwesten im Südosten. Der kleine Weiler befindet sich am Oberlauf des kleinen Espe-Zuflusses Höllgraben auf etwa 270 m ü. NHN. Mit dem Espenauer Gemeindeteil Hohenkirchen ist er über die Kreisstraße 39 verbunden; diese stößt im Osten auf die Landesstraße 3232 (Holzhausen–Rothwesten).

## Ortsbild und Geschichte
Heide ist ein ehemaliger Name der Gehöftgruppe. Auf der Heide besteht aus vier ehemaligen Aussiedlerhöfen, die 1951 für heimatvertriebene Landwirte erbaut wurden. Es gehörte früher zur damaligen Gemeinde Rothwesten im ehemaligen Landkreis Hofgeismar. 1975 kam es in einer Umgemeindung zur Gemeinde Espenau.